# Миловзорова, Елена Борисовна
Елена Борисовна Миловзорова (род. 22 июля 1974 года, Москва, РСФСР, СССР) — заместитель министра культуры Российской Федерации (2013—2015).

## Биография
Родилась 22 июля 1974 года в Москве.
В 1997 году — окончила факультет культурологии Московского государственного университета культуры (МГУКИ).
В 2002 году — защитила диссертацию кандидата культурологии, тема: «Современное художественное образование как объект культурологического анализа».
С 1991 по 2001 годы — бухгалтер, заместитель главного бухгалтера, проректор по экономическим вопросам в Московском государственном академическом художественном институте имени В. И. Сурикова.
С 2001 по 2003 годы — совмещала должности заместителя проректора по научной работе и заведующей аспирантурой в Государственном музыкально-педагогическом институте имени М. М. Ипполитова-Иванова.
С 2003 по 2004 годы — помощник ректора Московской государственной консерватории имени П. И. Чайковского.
С 2004 по 2013 годы — помощник министра в статусе руководителя аппарата министра Министерства культуры и массовых коммуникаций РФ (с мая 2008 года — Министерство культуры РФ).
С 25 декабря 2013 года по 4 августа 2015 года — заместитель министра культуры Российской Федерации Владимира Мединского (координировала деятельность департаментов культурного наследия и государственной поддержки искусства и народного творчества).
В настоящее время — директор Департамента издательской деятельности и специальных программ Музеев Московского Кремля.

## Награды
- Благодарность Министра культуры и массовых коммуникаций Российской Федерации (22 мая 2006 года) — за активное участие в организации, подготовке и проведении переговоров в межведомственном формате в рамках 8-го раунда российско-германских межгосударственных консультаций на высшем уровне в г. Томске[3].
- Высший знак отличия Белгородской области "Коллекция памятных медалей: «Прохоровское поле — Третье ратное поле России» III степени (2015)[4]